# Лила Ло фестивал
Лила Ло је културно-уметнички фестивал који се одржава сваког 11. и 12. јула у Лозници, Тршићу и Бањи Ковиљачи, уочи и на дан православног празника Петровдан. Фестивал је посвећен очувању и промоцији традиционалног српског обичаја паљења лила, карактеристичног за Подриње, а нарочито за лознички крај.

## Историја и значај
Идеја фестивала настала је са циљем да се традиционални обичај лилања представи на савремен начин и приближи млађим генерацијама, кроз комбинацију традиције, музике, визуелне уметности и перформанса. Први фестивал је одржан у Лозници 2016. године, а од тада се одржава сваке године, уз све веће интересовање публике из Србије и иностранства.
Фестивал носи назив „Лила Ло“ као скраћеницу од „лилање у Лозници“, при чему се настоји афирмисати локални идентитет и специфичност овог народног обичаја.

### Обичај лилања
Лилање је вековни обичај код Срба који се изводи уочи Петровдана, 12. јула. Том приликом деца и млади пале лиле – буктиње направљене од младе коре дивље трешње или брезе, причвршћене на штап од леске. Лиле се пале на раскршћима, трговима и другим јавним местима, а сам ритуал прати песма, игра и окупљање мештана. Обичај симболише светлост, очишћење и заједништво.

## Програм и садржај
Фестивал Лила Ло обухвата разноврстан програм, који се одржава на више локација у Лозници и околини:
- концертне наступе музичких извођача
- ватрене перформансе, уличне представе и плес са пламеном
- изложбе, ликовне и занатске радове
- наступе културно-уметничких друштава
- радионице за децу и одрасле
- етно базаре и гастро презентације
- обредно паљење лила и коло „за дукат“
- завршни ватромет

Сви програми су бесплатни за посетиоце, а током фестивалских дана организован је и бесплатан превоз на релацији Бања Ковиљача – Лозница – Тршић.

## Организација
Фестивал организује Центар за културу „Вук Караџић“ Лозница у сарадњи са Туристичком организацијом града Лознице, Градом Лозницом, као и другим културним институцијама и удружењима. Подржан је од стране локалне самоуправе и бројних волонтера.

## Значај
Лила Ло фестивал има за циљ да афирмише младо уметничко стваралаштво, очува нематеријално културно наслеђе и допринесе туристичкој понуди западне Србије. Фестивал се позиционирао као један од најпрепознатљивијих летњих догађаја у овом делу земље, који на јединствен начин спаја традицију и савремене форме изражавања.